# Филькина (приток Енисея)
Филькина — река в Восточной Сибири, в Красноярском крае России. Длина реки — 19 км. Впадает в Енисей справа на расстоянии 645 км от её устья.

## Данные водного реестра
По данным государственного водного реестра России относится к Енисейскому бассейновому округу.
- Код водного объекта в государственном водном реестре — 17010800412116100103526
- Код по гидрологической изученности (ГИ) — 116110352
- Код бассейна — 17.01.08.004
- Номер тома по ГИ — 16
- Выпуск по ГИ — 1